# علي بواب
علي بواب  (7 مارس 1979 المغرب) هو لاعب كرة قدم مغربي.

## مسيرته الكروية
لعب علي بواب خلال مسيرته الاحترافية مع 3 أندية في اثنا عشر موسمًا وسجل خلالها هدفًا واحدًا ضمن 40 مباراة. حيث فاز في موسمين بالكأس وفي موسم واحد بالدوري.
خاض علي بواب مسيرته مع النادي القنيطري في موسم 1998–99 ولمدة موسمين، لم يشارك في أي مباراة ولم يسجل أي هدف. ثم انتقل إلى نادي الجيش الملكي في موسم 2000–01 ليلعب معه ستة مواسم، حيث لم يشارك في أي مباراة ولم يسجل أي هدف أيضًا. لينتقل بعدها إلى نادي لوكيرين في موسم 2005–06 ليلعب معه أربعة مواسم، مشاركًا في 40 مباراة سجل خلالها هدفًا واحدًا.

## روابط خارجية
- علي بواب على موقع قاعدة بيانات كرة القدم.إي يو (الإنجليزية)
- علي بواب على موقع ناشيونال فوتبول تيمز (الإنجليزية)